# Carlo Montagnini
Carlo Montagnini (né le 2 juin 1863 à Trino, près de Casal-Monferrato, au Piémont, et mort le 24 octobre 1913 à Berlin) est un prélat et diplomate catholique italien.

## Biographie
Élève à l'école de diplomatie romaine, appelée Académie des nobles, de 1887 à 1889, Carlo Montagnini est fait camérier secret le 25 février 1889. Secrétaire à la nonciature à Munich à partir de 1892, à Vienne de 1893 à 1898, à Paris de 1898 à 1902, il est ensuite auditeur à Munich à partir d'octobre 1902, puis à Paris en octobre 1903.
Lorsque le nonce apostolique à Paris, Mgr Lorenzelli, est rappelé à Rome à la suite de la rupture des relations diplomatiques entre la France et le Saint-Siège en 1904, le secrétaire d'État du Saint-Siège, Mgr Merry del Val, le maintient à Paris « soit pour la garde des archives de la Nonciature, soit pour tout ce dont aura besoin le Saint-Siège ».
Considérant qu'il menait une action en faveur de la résistance à l'application de la loi de 1905 sur la séparation des Églises et de l'État, le gouvernement fit procéder le 11 décembre 1906 à une perquisition de la nonciature, 10, rue de l’Élysée, et à la saisie de ses papiers dans le cadre d'une instruction pénale dirigée contre l'abbé Jouin, curé de Saint-Augustin à Paris, poursuivi pour avoir publié une brochure antigouvernementale. Le même jour, un arrêté d'expulsion était adopté contre Mgr Montagnini, qui quitta la France. La publication illégale dans la presse d'une partie des "papiers Montagnini", couverts par le secret de l'instruction, fut à l'origine de "l'affaire des petits papiers". Clémenceau lui-même en avait fait communiquer le contenu aux journalistes et fut donc mis dans l'embarras à la Chambre et lors de l'enquête qui s'ensuivit. 
Il est nommé délégué apostolique en Colombie (en) et élevé à la dignité archiépiscopale sur le siège in partibus de Larissa-en-Thessalie le 31 mars 1913 et consacré le 22 juin de la même année par Bernardo Herrera Restrepo (es) avec comme co-consécrateurs Ismael Perdomo (es) et Eduardo Maldonado Calvo. Il meurt à Berlin, où il était venu se soigner, le 24 octobre 1913. Il est enterré dans la chapelle centrale du sanctuaire d'Oropa, où se trouve un buste de lui par Leonardo Borgogno.